# 方御龙
方御龙（1924年—1987年），云南芒市人，傣族，为末代芒市土司。

## 生平
方御龙是第二十二代芒市土司方克明五子，第二十三代土司方云龙之弟。1936年方云龙去世后，因他尚年幼，故云南省政府任命其三叔方克光为代办。1940年左右赴昆明南箐中学读书，旋因日军轰炸而回到芒市。此后随其四叔、当时即将接任勐卯土司代办的方克胜前往瑞丽。期间，他与勐卯土司代办、干崖土司刀京版之二女刀碧鸾相识。其祖母龚氏当时想让他娶她娘家、南甸土司龚绶之女，他虽先后与龚绶五女、七女订婚，但未成婚前龚氏二女便先后离世。
1944年抗日战争時，他曾被日军软禁在缅甸木邦，但后来逃回芒市。1948年，他与刀碧鸾正式完婚。同年，在代办方克胜力荐下，他正式继任第二十四代芒市土司，也是末代芒市土司。
1950年中国人民解放军进军芒市前，方御龙随方克胜逃往缅甸。到缅甸后，他与夫人刀碧鸾受到了刀碧鸾的舅舅木邦土司召洪帕与姨父、缅甸首任总统苏瑞泰的照顾。1956年，他和夫人曾回过芒市，参加有中国总理周恩来与缅甸总理吴巴瑞出席的中缅两国边民联欢会。1958年刀碧鸾去世，此后他又迎娶了潞江土司线光天的堂妹线鸾箫。1984年，方御龙回到中国，出任潞西县政协副主席、德宏州政协委员。1987年去世。